# Lawr Kusmitsch Plachow
Lawr Kusmitsch Plachow (russisch Лавр Кузьмич Плахов, wiss. Transliteration Lavr Kuz'mič Plachov; * 1810 im Russischen Kaiserreich; † 8. Februarjul. / 20. Februar 1881greg. in Sankt Petersburg, Russisches Kaiserreich) war ein russischer Genremaler, Lithograf und Fotograf.

## Leben

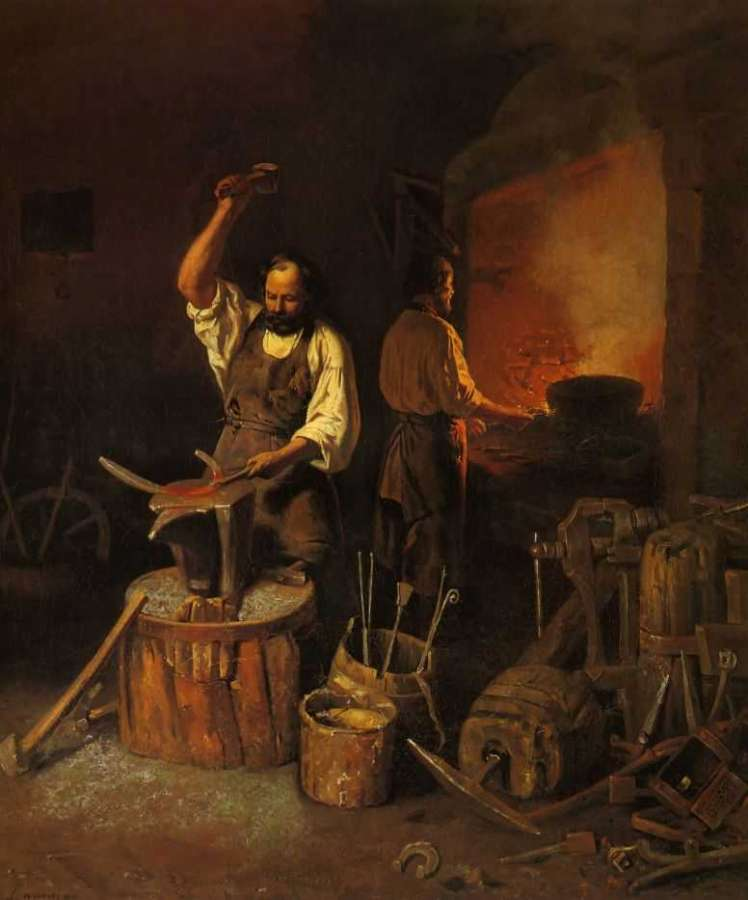
In der Schmiede, 1845

Ab 1829 ließ sich Plachow von Alexei Gawrilowitsch Wenezianow unterrichten, dessen Malerschule er zugerechnet wird. In den Jahren 1832 bis 1836 studierte er Lithografie unter Karl (Joachim) Petrowitsch Beggrow (1799–1875) und Malerei unter Maxim Nikiforowitsch Worobjow an der Kaiserlichen Kunstakademie in Sankt Petersburg. Anschließend ging er in das Atelier von Eduard Pistorius in Berlin. Kurz darauf wechselte er nach Düsseldorf und arbeitete zwischen 1836 und 1842 bei Adolph Schroedter. 1842 kehrte er nach Russland zurück, wo er in der Mitte der 1840er Jahre das Leben der einfachen Landbewohner malte. Ende der 1840er wandte er sich der Fotografie zu. 1851 veröffentlichte er zwanzig Daguerreotypien, die den Ritter Swjatogor zeigen. Plachow reiste viel in Russland umher; insbesondere lebte er in Wilna, Minsk und Charkiw. Verarmt starb er 1881 in Sankt Petersburg.